# Antiga rectoria de Sant Gregori
L'Antiga rectoria de Sant Gregori és una obra de Sant Gregori (Gironès) protegida com a Bé Cultural d'Interès Local.

## Descripció
Conjunt d'edificacions que formen una planta irregular, els diferents volums s'han anat afegint progressivament. Les parets són de maçoneria i bona part de les seves obertures són amb carreus bisellats i ampits de pedra motllurats. Les cobertes són de teula àrab a vàries vessants. Recentment tot aquest conjunt ha estat restaurat i molt retocat, l'han pintat de color blanc, la qual cosa li ha fet perdre part del seu interès.

## Història
Es tracta d'un conjunt d'edificacions format per les dues cases rectorals, la que es deia casa Rectoral i l'anomenada casa del Barber, la casa del Sagristà i la del Domer i junt a elles l'edifici de la Capellania Major i altres locals destinats a comptar i emmagatzemar el producte dels delmes i primícies de la Parròquia.
La rectoria funcionà com a tal fins a l'any 1968 en què el rector es traslladà a viure al Torrent Vidal, al barri de la Carretera.